# Georg Gottfried Mundbach
Georg Gottfried Mundbach (* vor 1722; † 23. April 1763 in Nördlingen) betrieb zwischen 1731 und 1763 in der Reichsstadt Nördlingen, heute eine Stadt im schwäbischen Landkreis Donau-Ries in Bayern, eine Buchdruckerei und einen Verlag, der nach seinem Tod von Carl Gottlob Beck übernommen wurde.
Georg Gottfried Mundbach war ein Sohn der Stadt Nördlingen, wo er bei Johann Christoph Hildebrand oder Hilbrandt (Drucker von 1685 bis 1717, † 1737) seine Ausbildung als Drucker erhielt. Im Jahr 1722 übernahm er durch Kauf die Druckerei seines Lehrherren.
Belegt ist, dass Mundbach von 1731 bis 1763 in seinem eigenen Haus in der Turmgasse Nr. 1 seine Druckerei betrieb. Im Alter von 60 Jahren starb er als Mitglied des Inneren Rates der Reichsstadt. Seine Erben verkauften das Unternehmen im Verlauf des Jahres 1763 an Carl Gottlob Beck, den Begründer des Verlags C. H. Beck.